# Ciclismo nos Jogos Pan-Americanos de 2023 - BMX corrida masculino
A prova do BMX corrida masculino do ciclismo nos Jogos Pan-Americanos de 2023 foi disputada em 21 e 22 de outubro de 2023 na Pista BMX, em Peñalolén. Um total de 20 ciclistas de 10 Comitês Olímpicos Nacionais (CON) participaram do evento.

## Calendário
Horário local (UTC−3).
| Data          | Hora  | Fase             |
| ------------- | ----- | ---------------- |
| 21 de outubro | 11:55 | Tomada de tempo  |
| 22 de outubro | 11:09 | Quartas de final |
| 22 de outubro | 12:54 | Semifinais       |
| 22 de outubro | 14:35 | Final            |

## Medalhistas
| Ouro   | USA Kamren Larsen  |
| Prata  | USA Cameron Wood   |
| Bronze | COL Carlos Ramírez |

## Resultados

### Tomada de tempo
Os competidores realizam um descida individual cada, com os tempos de cada um definido as baterias a partir das quartas de final.
| Pos. | Ciclista              | CON                | Tempo  |
| ---- | --------------------- | ------------------ | ------ |
| 1    | Cameron Wood          | USA Estados Unidos | 31.800 |
| 2    | Diego Arboleda        | COL Colômbia       | 32.040 |
| 3    | Gonzalo Molina        | ARG Argentina      | 32.260 |
| 4    | Kamren Larsen         | USA Estados Unidos | 32.650 |
| 5    | Carlos Ramírez        | COL Colômbia       | 32.680 |
| 6    | Emiliano de la Fuente | ARG Argentina      | 32.750 |
| 7    | Wilson Goyes          | ECU Equador        | 32.950 |
| 8    | Pedro Queiroz         | BRA Brasil         | 33.010 |
| 9    | Mauricio Molina       | CHI Chile          | 33.100 |
| 10   | Ryan Tougas           | CAN Canadá         | 33.120 |
| 11   | Bruno Cogo            | BRA Brasil         | 33.130 |
| 12   | Benjamín Vergara      | CHI Chile          | 33.150 |
| 13   | Cristhian Castro      | ECU Equador        | 33.220 |
| 14   | Curtis Krey           | CAN Canadá         | 33.310 |
| 15   | Jholman Sivira        | VEN Venezuela      | 33.760 |
| 16   | José Mamani           | PER Peru           | 34.250 |
| 17   | Jefferson Milano      | VEN Venezuela      | 34.260 |
| 18   | André Lacroix         | PER Peru           | 34.740 |
| 19   | Nicolás Arze          | BOL Bolívia        | 37.110 |
| 20   | Sebastián Arze        | BOL Bolívia        | 37.340 |

### Quartas de final
Os competidores realizam três descidas, com a posição final em cada um delas sendo atribuída em pontos. Os quatro primeiros de cada bateria com menos pontos acumulados avançam para as semifinais.
Bateria 1
| Pos. | Ciclista         | CON                | Corrida 1  | Corrida 2  | Corrida 3  | Total | Notas |
| ---- | ---------------- | ------------------ | ---------- | ---------- | ---------- | ----- | ----- |
| 1    | Cameron Wood     | USA Estados Unidos | 32.400 (1) | 33.700 (1) | 45.800 (5) | 7     | Q     |
| 2    | Mauricio Molina  | CHI Chile          | 33.100 (2) | 59.100 (5) | 33.200 (1) | 8     | Q     |
| 2    | Pedro Queiroz    | BRA Brasil         | 33.400 (3) | 34.100 (2) | 34.000 (3) | 8     | Q     |
| 4    | Jefferson Milano | VEN Venezuela      | 34.000 (4) | 36.800 (3) | 33.900 (2) | 9     | Q     |
| 5    | José Mamani      | PER Peru           | 34.400 (5) | 44.500 (4) | 37.000 (4) | 13    |       |

Bateria 2
| Pos. | Ciclista       | CON           | Corrida 1  | Corrida 2  | Corrida 3  | Total | Notas |
| ---- | -------------- | ------------- | ---------- | ---------- | ---------- | ----- | ----- |
| 1    | Diego Arboleda | COL Colômbia  | 32.500 (1) | 32.600 (1) | 32.600 (1) | 3     | Q     |
| 2    | Jholman Sivira | VEN Venezuela | 33.000 (2) | 33.500 (4) | 33.300 (2) | 8     | Q     |
| 2    | Wilson Goyes   | ECU Equador   | 33.200 (3) | 32.700 (2) | 33.500 (3) | 8     | Q     |
| 4    | Ryan Tougas    | CAN Canadá    | 33.400 (4) | 32.900 (3) | 33.700 (4) | 11    | Q     |
| 5    | André Lacroix  | PER Peru      | 33.800 (5) | 33.900 (5) | 34.800 (5) | 15    |       |

Bateria 3
| Pos. | Ciclista              | CON           | Corrida 1  | Corrida 2    | Corrida 3  | Total | Notas |
| ---- | --------------------- | ------------- | ---------- | ------------ | ---------- | ----- | ----- |
| 1    | Gonzalo Molina        | ARG Argentina | 32.400 (1) | 1:33.700 (5) | 32.500 (1) | 7     | Q     |
| 1    | Emiliano de la Fuente | ARG Argentina | 32.600 (2) | 35.400 (3)   | 32.700 (2) | 7     | Q     |
| 1    | Bruno Cogo            | BRA Brasil    | 33.200 (3) | 33.900 (1)   | 32.800 (3) | 7     | Q     |
| 4    | Curtis Krey           | CAN Canadá    | 33.400 (4) | 35.300 (2)   | 33.700 (4) | 10    | Q     |
| 5    | Nicolás Arze          | BOL Bolívia   | 35.800 (5) | 37.400 (4)   | 36.200 (5) | 14    |       |

Bateria 4
| Pos. | Ciclista         | CON                | Corrida 1  | Corrida 2  | Corrida 3  | Total | Notas |
| ---- | ---------------- | ------------------ | ---------- | ---------- | ---------- | ----- | ----- |
| 1    | Carlos Ramírez   | COL Colômbia       | 32.500 (1) | 33.100 (2) | 32.400 (1) | 4     | Q     |
| 2    | Kamren Larsen    | USA Estados Unidos | 32.700 (2) | 32.400 (1) | 33.000 (2) | 5     | Q     |
| 3    | Benjamín Vergara | CHI Chile          | 33.400 (3) | 33.600 (3) | 33.100 (3) | 9     | Q     |
| 4    | Cristhian Castro | ECU Equador        | 34.200 (4) | 34.400 (4) | 34.900 (4) | 12    | Q     |
| 5    | Sebastián Arze   | BOL Bolívia        | 35.800 (5) | 35.800 (5) | 36.400 (5) | 15    |       |

### Semifinal
Como na fase anterior, os competidores realizam três descidas, com a posição final em cada um delas sendo atribuída em pontos. Os quatro primeiros de cada bateria com menos pontos acumulados avançam para a final.
Bateria 1
| Pos. | Ciclista              | CON                | Corrida 1  | Corrida 2  | Corrida 3  | Total | Notas |
| ---- | --------------------- | ------------------ | ---------- | ---------- | ---------- | ----- | ----- |
| 1    | Cameron Wood          | USA Estados Unidos | 32.000 (1) | 32.200 (1) | 32.200 (1) | 3     | Q     |
| 2    | Emiliano de la Fuente | ARG Argentina      | 32.700 (3) | 32.700 (2) | 32.400 (2) | 7     | Q     |
| 3    | Carlos Ramírez        | COL Colômbia       | 32.300 (2) | 32.760 (3) | 32.600 (3) | 8     | Q     |
| 4    | Benjamín Vergara      | CHI Chile          | 43.500 (5) | 33.900 (4) | 33.600 (5) | 14    | Q     |
| 5    | Ryan Tougas           | CAN Canadá         | 39.000 (4) | 34.500 (5) | 34.000 (6) | 15    |       |
| 6    | Curtis Krey           | CAN Canadá         | 47.100 (6) | 34.580 (6) | 33.400 (4) | 16    |       |
| 7    | Pedro Queiroz         | BRA Brasil         | 52.300 (7) | 35.100 (7) | 34.400 (7) | 21    |       |
| 8    | Jholman Sivira        | VEN Venezuela      | DNF (8)    | DNF (8)    | 54.300 (8) | 24    |       |

Bateria 2
| Pos. | Ciclista         | CON                | Corrida 1  | Corrida 2  | Corrida 3  | Total | Notas |
| ---- | ---------------- | ------------------ | ---------- | ---------- | ---------- | ----- | ----- |
| 1    | Diego Arboleda   | COL Colômbia       | 33.740 (4) | 31.500 (1) | 32.000 (1) | 6     | Q     |
| 2    | Kamren Larsen    | USA Estados Unidos | 32.900 (1) | 31.700 (2) | 33.000 (5) | 8     | Q     |
| 3    | Gonzalo Molina   | ARG Argentina      | 33.810 (5) | 32.100 (3) | 32.400 (2) | 10    | Q     |
| 4    | Mauricio Molina  | CHI Chile          | 33.700 (3) | 32.810 (4) | 32.530 (4) | 11    | Q     |
| 5    | Wilson Goyes     | ECU Equador        | 33.100 (2) | 33.400 (7) | 32.520 (3) | 12    |       |
| 6    | Cristhian Castro | ECU Equador        | 33.860 (6) | 33.200 (6) | 33.400 (6) | 18    |       |
| 7    | Bruno Cogo       | BRA Brasil         | 34.100 (7) | 32.860 (5) | 33.700 (7) | 19    |       |
| 8    | Jefferson Milano | VEN Venezuela      | DNF (8)    | DNF (8)    | DNF (8)    | 24    |       |

### Final
Consiste de uma única descida, com os que cruzarem a linha de chegada nas primeiras colocações definindo os medalhistas.
| Pos.              | Ciclista              | CON                | Tempo    | Dif.      |
| ----------------- | --------------------- | ------------------ | -------- | --------- |
| Medalha de ouro   | Kamren Larsen         | USA Estados Unidos | 31.810   |           |
| Medalha de prata  | Cameron Wood          | USA Estados Unidos | 31.860   | +0.050    |
| Medalha de bronze | Carlos Ramírez        | COL Colômbia       | 32.400   | +0.590    |
| 4                 | Diego Arboleda        | COL Colômbia       | 32.800   | +0.990    |
| 5                 | Mauricio Molina       | CHI Chile          | 33.900   | +2.090    |
| 6                 | Emiliano de la Fuente | ARG Argentina      | 34.200   | +2.390    |
| 7                 | Benjamín Vergara      | CHI Chile          | 1:10.000 | +38.190   |
| 8                 | Gonzalo Molina        | ARG Argentina      | 1:44.800 | +1:12.990 |